# Ernesto Walker
Ernesto Emanuel Walker Willis (ur. 9 lutego 1999 w mieście Panama) – panamski piłkarz występujący na pozycji środkowego pomocnika, reprezentant Panamy, od 2025 roku zawodnik Herrery.